# ملعب دييغو أرماندو مارادونا (إيطاليا)
ملعب دييغو أرماندو مارادونا (بالإيطالية: Stadio Diego Armando Maradona)‏ في مدينة نابولي بإيطاليا. وكان يُعرف باسم ملعب سان باولو ويعتبر ثالث أكبر ملعب لكرة القدم في إيطاليا بعد سان سيرو في ميلانو وملعب أوليمبيكو في روما. في دورة الألعاب الأولمبية الصيفية لعام 1960 في روما ، استضاف الملعب مباريات كرة القدم. يتم استخدامه حاليًا في الغالب لمباريات كرة القدم وهو الملعب الرئيسي لـ نادي نابولي. تم تشييد الملعب في عام 1959، وتم تجديده على نطاق واسع في عام 1989 من أجل كأس العالم 1990 ومرة أخرى في عام 2018. يستوعب الملعب حاليًا 100000 متفرج.

## الوصلة الخارجية
- Stadium Guide Article
- 1960 Summer Olympics official report. Volume 1. p. 86.